# Autoland Cournil II
Autoland Cournil II – terenowy samochód osobowy produkowany przez francuską firmę Autoland. Była to "ucywilniona" wersja pojazdu wojskowego produkowanego przez Autoland.
Dostępny był on w następujących wersjach nadwozia: Pick-Up, Bâché (kabriolet z brezentowym dachem) oraz Tole (hard-top z poliestrową nadbudówką). Samochód był napędzany przez benzynowy (83 KM) lub dieslowy (67,4 KM) silnik R4 produkcji Renault. Moc przenoszona była na oś przednią bądź na obie osie poprzez 4-biegową manualną skrzynię biegów.
Według informacji podawanych przez firmę, wydłużona wersja (4230 mm) miała napęd na oś przednią lub na obie osie, krótka (3600 mm) zaś, jedynie napęd na obie osie. Prześwit pojazdu wynosił 232 mm.